# Lyman C. Craig
Lyman C. Craig (né en 1906 dans le canton de Palmyra, comté de Warren, Iowa, décédé en 1974) est un chercheur en chimie américain.

## Biographie
Il travaille à l'Institut Rockefeller pour la recherche médicale à partir de 1933. En 1944, il publie un ouvrage fondateur sur la distribution à contre-courant, qui devient une importante technique de séparation. Craig continue à développer la théorie, à améliorer l'appareil et à concevoir de nouvelles applications de la distribution à contre-courant dans les années 1970. La distribution à contre-courant s'est non seulement avérée être une technique de séparation utile, mais elle a également inspiré le développement du domaine de la chromatographie à contre-courant. En 1950, Craig invente l'évaporateur rotatif qui est un équipement nécessaire dans la plupart des laboratoires de chimie,. Il invente également le tube de Craig, un appareil utilisé en chimie artisanale, notamment pour la recristallisation. Il est élu à l'Académie nationale des sciences en 1950. Il reçoit en 1963 le Prix Albert-Lasker pour la recherche médicale fondamentale.